# Johann Christian Blasche
Johann Christian Blasche, auch Johann Christian Blascha, (* 25. Mai 1718 in Gießmannsdorf bei Jauer, Niederschlesien; † 20. Januar 1792 in Jena) war ein deutscher lutherischer Theologe.

## Leben
Über Blasches Elternhaus und schulischen Werdegang ist nichts bekannt. Er immatrikulierte sich am 24. April 1739 an der Universität Jena, wo er am 20. Januar 1748 den akademischen Grad eines Magisters der Philosophie erwarb. Danach beteiligte er sich am Vorlesebetrieb der Jenaer Universität und habilitierte sich am 16. Januar 1749 mit der Abhandlung De perspicuitatis et pulchritudinis convenientia in stilo philosophico in Jena. Er wurde Mitglied, Sekretär, Ehrenmitglied der Jenaer Teutschen Gesellschaft und Mitglied der Jenaer lateinischen Gesellschaft. Er schrieb Rezensionen in der alten Jenaischen gelehrten Zeitung. 1754 wurde er Rektor der Stadtschule in Jena, 1756 Adjunkt der philosophischen Fakultät der Jenaer Hochschule und 1765 außerordentlicher Professor der Philosophie. 1771 wechselte er als außerordentlicher Professor an die theologische Fakultät, wo er 1782 eine ordentliche Honorarprofessur übernahm. Blasche war einer der letzten Theologen der lutherischen Orthodoxie in Jena, welcher sich unter anderem mit Gotthold Ephraim Lessing auseinandersetze. 
Blasche heiratete am 20. Juni 1756 in Jena Clara Catharina Sophie Hamberger (* 20. Juli 1734 in Jena; † 25. Oktober 1814 ebenda), Tochter des Jenaer Mediziners Georg Erhard Hamberger und dessen Frau Sophia Margaretha Wedel. Aus der Ehe gingen vierzehn Kinder hervor, wovon fünf Kinder den Vater überlebten. Seine Söhne, der Pädagoge Bernhard Heinrich Blasche (* 9. April 1766 in Jena; † 26. November 1832 in Waltershausen) und der Mathematiker Georg Adolph Blasche (* 7. Mai 1758 in Jena; † 4. Mai 1832 in Reval), erlangten ebenfalls Bedeutung.

## Schriften (Auswahl)
- Epistola de auguratu Romano ad reipublicae procuratorem pertinente. Jena 1747
- De perspicuitatis et pulchritudinis convenientia in stilo philosophico sive de Pulchritudine stili Philosophici quaestio. Jena 1749 (Resp. Moritz Wilhelm Stern, Online)
- Lebenswandel Adam Friedrich Hamberger's Med. D. zu Jena. Jena 1750
- Progr. Vitae mortisque rationes Hallbaueri. Jena 1751
- Eckhardi Introductio in rein diplomaticaoi, editio altera locupletata et emendata. Jena 1753
- Ob man, um ein grosser Mann zu werden, ein ausschweifender Jüngling seyn müsse? Jena 1754
- Die Verherrlichung der Ehre des Schöpfers in dem christlich standhaften Tode eines blühenden Jünglings. Jena 1754
- Die Zufriedenheit eines guten Gewissens zu glücklicher Vollziehung der Amtspflichten. Jena 1754 (Online)
- Ex fine creationis momentum ad res humanas administrandas, programma inaugurale. Jena 1754 (Online)
- Diss. de animorum characteribus oratione effiugendis. Jena 1756
- Beurtheilung der munteren, scherzhaften und satirischenSchreibart Herrn Gottfried Ephraim Müllers in der historisch-critischen Einleitung zur nöthigen Kenntniß und nützlichen Gebrauch der alten lateinischen Schriftsteller, besonderst in der Lebensbeschreibung des Horaz, nebst einer Einladung zu einer Redeübung. Jena 1757 (Online)
- Das Leben des Professors Georg Erhard Hamburgers, nebst einer Nachricht von seinen Schriften und gelehrten Streitigkeiten. Jena 1758 (Online)
- De cavendo abusu supremi iuris naturalis principii: Perfice te, dissertatio. Jena 1759, (Resp. Wilhelm Heinrich Bieler, Online)
- Sollte der Herr Generalsuper. Jacobi zu Zelle durch seinen Vorschlag von Erziehung der Geistlichen auch wohl verdienen, dass man Hochachtung für ihn habe? Frankfurt & Leipzig 1765
- Versuch einer weitern Aufklärung der Schriftstelle Matthäi 5, 33. 34. Jena 1767
- Progr. Einige Anmerkungen die Politik betreffend. Jena 1767
- Progr. de Christi in monte inutatione. Jena 1768
- Progr. Transfiguratio Christi, ex collatione Evangelistarum illustrata. Jena 1768
- Erklärungen schwerer Stellen in den göttlichen Schriften des neuen Testaments, mit Beurtheilungen entgegenstehender Auslegungen verbunden. Jena 1770–1772, 4. Bde.
- Progr. ad 2 Cor. 12, 9. Jena 1774
- Progr. de Spiritu S. ianitore. Jena 1775
- Neue Aufklärung der Schriftstelle Röm. 8, 17-23 von der seufzenden Kreatur, nebst andern Paulinischen Schriftstellern und einem Anhange. Jena 1776
- Fortgesetzte Erklärung schwerer Stellen in göttlichen Schriften des N. T.. Jena 1778
- Kurze auch den Layen verständliche Verantwortung wider die Beschuldigten des Wolfenbüttelischen Ungenannten in dem Fragmente von dem Zweck Jesu und seiner Jünger. Jena 1778 (Online)
- Systematischer Commentar über den Brief an die Hebräer, ingleichen über messianische Weissagungen der Propheten: Jesaias, Jeremias, Ezechiel, Hoseas, Joel, Jonas, Haggai, Zacharias, MMaleachi, nach einem aus den Prophezeyungen selbst entwickelten Erklärungssystem. Leipzig 1782, 1. Bd. (Online)
- Sendschreiben an den Grafen Casimir zu Lynar über die Frage: Gehört das alte Testament blos für die Juden, oder auch für die Christen. Leipzig 1785
- Untersuchung über die berühmte Schriftstelle Gal. 3, 20: Ein Mittler ist nicht eines einigen Mittler; Gott aber ist einig. Ingleichen, woher die Christen Erben Gottes des Unsterblichen und Miterben Christi genennet werden. Jena 1787
- Neue Aufklärung über sie mosaische Typologie, auch den Nichtheologen verständlich. Jena 1788
- Der geistliche Tempel der Propheten, durch Abwendung der Angriffe in Sicherheit gestellt. Jena 1791